# Pala Verdinosa
La Pala Verdinosa és una pala del terme de la Torre de Cabdella, al Pallars Jussà, dins del seu terme primigeni.
Està situada al nord-oest del poble de la Torre de Cabdella, en els vessants sud-orientals del Tossal de la Costa i al sud del Tossal de la Collada Gran, a la dreta de la vall del Flamisell.